# Fight Like a Brave
Fight Like a Brave е седмият издаден сингъл на американската фънк рок група Ред Хот Чили Пепърс. Това е първата песен от албума The Uplift Mofo Party Plan.
Автор на песента е Антъни Кийдис и е посветена на неговата борба с наркотиците. В един момент пристрастеността му към дрогата е толкова голяма, че той е изваден от групата. С помощта на майка си в Мичиган той започва да посещава специални групи за самопомощ и успява да остане чист в следващите шест години.
Когато се обажда на приятеля си Майкъл Балзари за да сподели успеха си, той отново е поканен в групата. В самолета на път за вкъщи Кийдис сътворява песента.